# 成化十四年〜都に咲く秘密〜
『成化十四年〜都に咲く秘密〜』（せいかじゅうよねん みやこにさくひみつ、原題：成化十四年、英題：The Sleuth of the Ming Dynasty）は、2020年の中国のテレビドラマ2024年に動画配信サービスiQIYIにて放送された中国のテレビドラマ。2020年に中国本土で制作された明朝を舞台とする時代劇ドラマ。夢溪石による同名のBL（ボーイズラブ）系オンライン小説を原作としており、iQIYIと冠亜メディアの共同制作、ジャッキー・チェンが製作総指揮を務めている。官鴻（グアン・ホン）、傅孟柏（フー・モンボー）、劉耀元（リウ・ヤオユエン）、王茂蕾（ワン・マオレイ）、毛毅（マオ・イー）らが主演を務め、2020年4月1日に動画配信サービスiQIYIにて初放送された。DVDには『成化編年紀』というメイキング動画が含まれている。

## あらすじ
明の成化十四年（1478年）、六品推官（地方官）である唐泛（とう・はん）と錦衣衛の隋州（ずい・しゅう）は協力して、侯爵の息子殺害事件という未解決の難事件を解決し、一躍名を馳せ、友情を結ぶ。名声を得たとはいえ、清廉な官吏である唐泛は未だに借家暮らしをしていた。だが、賢明な大家・張氏が密室で死亡する事件が発生。自殺のように見えるが、不審な点が多かった。調査の末、張氏の夫である李漫（り・まん）が逮捕される。その後、唐泛は捜査のため河南へ赴き、北宋の皇帝陵付近で多くの人が相次いで失踪していることを知る。真犯人は脱獄した李漫であった。激しい攻防の末、李漫は再び捕らえられるが、彼とその手下は単なる駒に過ぎないようだった。やがて、都や地方で「侍郎夫妻殺害事件」や「太子誘拐事件」といった大事件が次々と起こる。その背後には、朝廷の権力争いが見え隠れしていた。唐泛と隋州はついに、これら一連の事件の黒幕が、反乱を企む東廠の督主・尚銘（しょう・めい）であることを突き止める。尚銘は自らが掌握する政界・官界の勢力を利用し、混乱を引き起こし、政敵を排除し、勢力を拡大して反乱の基盤を築こうとしていたのだ。唐泛と隋州は力を合わせて尚銘の陰謀を打ち砕き、功績を称えられることとなる。

## 主題歌
- 水火（オープニング）[2]

歌詞：崔恕、作曲：趙佳霖、歌：樹林座
- 凡塵（エンディング）[3]

歌詞：崔恕、作曲：趙佳霖、歌：崔子格、徐良
- 夜闌珊（挿入歌）[4]

歌詞：崔恕、作曲：劉笑塵、歌：官鴻、傅孟柏、劉耀元

## 登場人物・出演者
- 唐泛：グアン・ホン（中国語版）

順天府の推官。字は潤青。
- 隋州：フー・モンボー（中国語版）

錦衣衛・北鎮撫司の総旗。字は広川。先帝の代の驍騎将軍・隋安瀾は隋州の大叔父で、周太后も隋州の大叔母。隋州は皇帝を「おじ上」と呼んでいる。
- 汪植：リウ・ヤオユェン

宦官で西廠（特務機関）の監公。史実では汪直。
- 万貴妃：アリッサ・チア

成化帝の寵妃。
- 李子龍：ワン・マオレイ（中国語版）

明王朝の転覆を企む謎の商人。
- 裴淮：マオ・イー

- 冬児：黄楊鈿甜

唐泛の侍女。記憶力が良く唐泛を助ける。
- 成化帝：蔡珩（中国語版）

明朝の第9代皇帝。
- 周太后：方曉莉

成化帝の生母。
- 朱祐樘：劉世傑

皇太子。
- 紀淑妃：楊凱如

元は蔵書閣の女官だったが皇帝の目にとまり朱祐樘を産む。万貴妃の怒りを鎮めるために自死する。
- 万通（中国語版）：陳威旭

錦衣衛指揮使。万貴妃の弟。
- 朱見謀：趙陽

皇族の一人で俸禄2000石の郡王。善行を積んでいるため人々から朱大善人と呼ばれている。
- 万安（中国語版）：高蘭村（中国語版）

明の首輔（閣臣の長）。
- 固安公主（中国語版）：趙曉璐（中国語版）

成化帝の従姉。
- 王憲（中国語版）：楊凱程

兵器・博浪の開発者で固安公主の夫。
- 景泰帝（代宗）：李泰延

先帝・英宗の弟で固安公主の父。
- オシュ・テムル：楊俊超

オイラトの王であるエセン・ハンの次男。
- 武安侯・鄭英：張仲興

元は明の将軍で、成化3年の応仁の乱勃発後に明に流入した倭人の多くを食客として抱える侯爵。
- 鄭誠：羅茂陽

武安侯の嫡子で長男。歓意楼（妓楼）で謎の死を遂げる。（第一話）
- 鄭志：周航

武安侯の庶子で次男。
- 余殿：

明の兵部を預かる重臣。万貴妃を非難した罪で皇帝から死を賜り毒酒をあおる。（第一話）
- 余正鵬：干淵

余家の長男で国境警備を担う将軍。父親の死に汪植が関わっているため、汪植を憎む。
- 余正麟：林旭

余家の次男で江西の挙宣布政使（地方官）。江西に赴任するさい按察司（司法担当）での職歴を2年水増ししていた。余家惨殺事件の後は法源寺の僧侶（知悟禅師）となる。
- 余秀蓮：周航

余家の末娘で、周太后から隋州との婚姻を賜る。
- 崔女将：魏允熙

歓意楼の女将で汪植の配下。最終話では牢に入れられた汪植を救い出す。
- 泥鰌：蕫李無𢗗

物乞いの少年たちの兄貴分の一人。冬児と共に人買いに掴まる。
- 池子：唐孜悦

物乞いの少年たちの兄貴分の一人。

## 各話タイトル
- 第1話 都の怪事件
- 第2話 相棒誕生
- 第3話 謎の調剤師
- 第4話 事の顛末
- 第5話 冬児の身請け
- 第6話 緑豆汁の毒
- 第7話 隋州の危機
- 第8話 消えた馬の謎
- 第9話 いざ遼東へ
- 第10話 脱獄、そして告発
- 第11話 幼児誘拐事件
- 第12話 さらわれた冬児
- 第13話 消えた黒幕
- 第14話 残された足跡
- 第15話 唐泛を死罪に
- 第16話 余家惨殺事件
- 第17話 懸賞金
- 第18話 玉竹芯の計
- 第19話 仮病
- 第20話 銀鉱の労働者たち
- 第21話 元聡の奪還
- 第22話 盗まれた鶏缸杯
- 第23話 黒幕の正体
- 第24話 命懸けの帰京
- 第25話 猛毒
- 第26話 隋州と偽の錦衣衛
- 第27話 謎の武器
- 第28話 届かぬ哀歌
- 第29話 火攻め
- 第30話 皇室の氷
- 第31話 氷売りの秘密
- 第32話 オイラトの使節団
- 第33話 消えた王憲
- 第34話 悲しき決意
- 第35話 運命の日
- 第36話 離れた心
- 第37話 王憲の生い立ち
- 第38話 幻の章鞏柱
- 第39話 郡主の宿怨
- 第40話 木鳶は空へ
- 第41話 偽者の夫
- 第42話 動き出した謀反
- 第43話 迫る魔の手
- 第44話 規則と選択
- 第45話 餌食
- 第46話 空からの危機
- 第47話 渦巻く陰謀
- 第48話 成化十四年